# Daniela Reimer
Daniela Reimer (Potsdam, RDA, 26 de septiembre de 1982) es una deportista alemana que compitió en remo.
Participó en los Juegos Olímpicos de Atenas 2004, obteniendo una medalla de plata en la prueba de doble scull ligero. Ganó tres medallas en el Campeonato Mundial de Remo, en los años 2005 y 2010, y una medalla de bronce en el Campeonato Europeo de Remo de 2010.

## Palmarés internacional
| Juegos Olímpicos   | Juegos Olímpicos            | Juegos Olímpicos  | Juegos Olímpicos    |
| Año                | Lugar                       | Medalla           | Prueba              |
| ------------------ | --------------------------- | ----------------- | ------------------- |
| 2004               | Atenas (Grecia)             | Medalla de plata  | Doble scull ligero  |
| Campeonato Mundial |                             |                   |                     |
| Año                | Lugar                       | Medalla           | Prueba              |
| 2005               | Kaizu (Japón)               | Medalla de oro    | Doble scull ligero  |
| 2010               | Cambridge (Nueva Zelanda)   | Medalla de oro    | Cuatro scull ligero |
| 2010               | Cambridge (Nueva Zelanda)   | Medalla de plata  | Doble scull ligero  |
| Campeonato Europeo |                             |                   |                     |
| Año                | Lugar                       | Medalla           | Prueba              |
| 2010               | Montemor-o-Velho (Portugal) | Medalla de bronce | Doble scull ligero  |